# Karla Iberia Sánchez
Karla Iberia Sánchez (Ciudad de México, 26 de junio de 1977) es una periodista y presentadora de televisión mexicana. Ha trabajado para noticieros pertenecientes a empresas y medios de comunicación como Televisa, W Radio, y Univision.

## Biografía y carrera

### Primeros años
Karla Iberia Sánchez nació el 26 de junio de 1977 en Ciudad de México, siendo hija de un radiólogo originario de Tamaulipas, y de una agricultora de Sinaloa. Estudio la preparatoria en el CCH Naucalpan, y posteriormente, realizó sus estudios universitarios en la Facultad de Estudios Superiores Acatlán, perteneciente a la Universidad Nacional Autónoma de México (UNAM). Obtuvo una beca en estudios sobre periodismo otorgada por The Reuters Institute for the study of Journalism de la Universidad de Oxford. También estudió política internacional, política en medios digitales y política documental en las universidades de Stanford y Georgetown.

### Incursión periodística
En 2001, cubrió los atentados terroristas del 11 de septiembre en Estados Unidos. También reportó el Huracán Katrina, la llegada al poder de Barack Obama, el movimiento Anti-Trump, la crisis de refugiados de Siria, la crisis del coronavirus en Europa  y numerosos procesos electorales en México y Latinoamérica. El 14 de mayo de 2013, la revista Forbes México la colocó en su lista de «los 25 periodistas más populares en Twitter», posicionándola en el puesto 18. En 2015, recibió el Reconocimiento a la Trayectoria Profesional en Comunicación que otorgan los integrantes de la Asociación Civil Comunicadores por la Unidad. Un año después, en 2016, la misma organización formada sólo por periodistas, le otorgó la Medalla Leona Vicario, a la comunicadora más importante de México. Ambos eventos se realizaron en sendas ceremonias en el Senado de México. El 10 de octubre de 2018, colaboró junto al chef Alfredo Oropeza para la Organización de las Naciones Unidas para la Alimentación y la Agricultura, ayudando a difundir «el llamado a la acción para lograr el Hambre Cero».

## Premios y nominaciones
| Año  | Premio                                | Categoría                      | Trabajo nominado                                   | Resultado | Ref.        |
| ---- | ------------------------------------- | ------------------------------ | -------------------------------------------------- | --------- | ----------- |
| 2006 | Videofest San Francisco               | Desconocida                    | Reportajes sobre negación de servicios a indígenas | Ganadora  | [ 6 ]       |
| 2008 | Premio de periodismo Pagés Llergo     | Mejor reportaje por televisión | Mortalidad materna en América Latina, de Televisa  | Ganadora  | [ 7 ] [ 8 ] |
| 2015 | Premio Ondas Internacionales de Radio | Mención especial del Jurado    | Nuevos métodos para planchar y morir en México     | Ganadora  | [ 9 ]       |

### Otras distinciones
- Medalla Gabino Barreda al mérito universitario[10]
- Premio Internacional Periodismo por la Tolerancia (auspiciado por la Unión Europea)[10]
- Nominación a un Global Health Award[10]
- Ganadora de dos Premios Nacionales de Periodismo[10]
- Reconocimiento de la National Academy of Television Arts and Sciences, por su cobertura de los atentados del 11 de septiembre de 2001[10]